# شادی شعبان
شادی شعبان (عربی: شادي شعبان؛ زادهٔ ۴ مارس ۱۹۹۲) بازیکن فوتبال متولد اسرائیل اهل فلسطین است.
از باشگاه‌هایی که در آن بازی کرده است می‌توان به باشگاه فوتبال مکابی حیفا اشاره کرد.
وی همچنین در تیم‌های ملی فوتبال زیر ۲۱ سال اسرائیل و فلسطین بازی کرده است.